# John Carew Eccles
Sir John Carew Eccles (Melbourne, 1903. január 27. – Locarno, 1997. május 2.) ausztrál neurofiziológus. 1963-ban Andrew Huxleyval és Alan Lloyd Hodgkinnal megosztva elnyerte az orvostudományi Nobel-díjat az idegsejt-membránok működésének ionos természetét illető felfedezéseikért.

## Tanulmányai
John Eccles 1903. január 27-én született Melbourne-ben, William James Eccles és Mary Eccles (leánykori nevén Carew) tanítók gyermekeként. Nagyszülei Angliából és Írországból vándoroltak ki Ausztráliába a 19. század közepén. A középiskolát a Warrnambool High School-ban végezte, ahol elsősorban matematikában jeleskedett, majd 17 évesen beiratkozott a Melbourne-i Egyetem orvosi szakára. Kiváló tanulmányi eredményei mellett versenyszerűen sportolt és rúdugrásban ausztrál egyetemi rekordot állított fel. Filozófiai műveket is olvasott, különösen a tudat és agy kapcsolata érdekelte. Miután elolvasta Charles Sherrington könyvét az idegrendszer élettanáról, úgy döntött, hogy agykutatással fog foglalkozni. Miután 1925-ben megkapta orvosi diplomáját, megpályázott egy ösztöndíjat, hogy Sherrington oxfordi laboratóriumában dolgozhasson.

## Munkássága
Eccles az Oxfordi Egyetem Magdalen Collegében tanult idegélettant és 1929-ben PhD fokozatot szerzett; ezután az egyetem Exeter Collegében volt kutató öt évig. Barátságot kötött Sherringtonnal, amely egészen annak haláláig tartott. Eccles ekkoriban a kisagykéreg elektromos stimulálásával és a gerincvelő gátlásával kapcsolatban végzett kísérleteket és átmérőjük alapján elkülönítette a motoros idegeket a periferális izombeidegző idegektől. Több alkalommal együtt dolgozott a finn Ragnar Granittal és közösen mutatták ki, hogy az akciós potenciál mindkét irányban haladhat a földigiliszta óriásidegein; megfigyelésüket mások később felhasználták az idegingerület haladásának magyarázására. 1935-től elsősorban az ingerület szinaptikus transzmisszióját vizsgálta, meggyőződése volt, hogy az acetil-kolinon kívül elektromos jelenségnek is szerepet kell játszania benne. Bár ezt a nézetét később megcáfolták, eredményei hozzájárultak későbbi Nobel-díjas kutatásaihoz.
1934-ben véglegesítették az egyetemen és demonstrátori állást kapott a Magdalen College-ban. 1935-ben Sherrington nyugdíjba vonult, Ecclesnek pedig nem tetszett az új vezetőség, ezért megpályázta Sydneyben a Kanematsu Memorial Institute of Pathology igazgatói állását, ahová 1937-ben távozott Oxfordból. Bár formálisan nem volt köze a Sydney-i Egyetemhez, Bernard Katz-cal közösen gyakran adott ott elő. 
A második világháború kitörése után laboratóriuma költségvetését megnyirbálták, így különböző bizottságokban és kutatócsoportokban vett részt, melyek látás- és hallásproblémákra, a tankokkal és repülőgépekkel való kapcsolattartásra vagy a katonák szérum- és vérellátására kerestek megoldást. 1943-ban összekülönbözött az intézetének otthont adó Sydney-i Kórház igazgatóságával, ezért lemondott és az új-zélandi Otagói Egyetemen folytatta pályafutását, ahol az élettani tanszék vezetését bízták rá. Új-zélandi tartózkodása idején ismerkedett meg Karl Popperrel, aki nagy hatással volt rá filozófiáját és munkamódszereit illetően is. 1951-ben munkatársaival együtt felfedezte a serkentő és gátló posztszinaptikus potenciál jelenségét, amely az előző esetben több ingerületátadás után elősegítette, míg utóbbi esetben gátolta az újabb akciós potenciálok létrejöttét.
Eccles 1951-ben elfogadta az Ausztrál Nemzeti Egyetem ajánlatát az élettani tanszék vezetésére, mert az Otagói Egyetemen megkövetelt oktatói terhelés miatt nem tudott eleget foglalkozni kutatásaival. Novemberben az Egyesült Államokon keresztül meglátogatta oxfordi kollégáit, majd 1952 januárjában kezdte el munkáját Canberrában, ahol 14 évig, 1966-ig maradt. Ekkor, közelgő nyugdíjaztatására való tekintettel felmondott és Chicagóban elvállalta az Amerikai Orvostudományi Társaság Orvosbiológiai Kutatóintézetének (Institute of Biomedical Research) vezetését. Alig két év után azonban átment a New York-i Állami Egyetem buffalói campusára ahol egy kutatói egység vezetését bízták rá. Itt 1975-ig dolgozott, majd visszavonult és Svájcba költözött egy Ticino kantonbeli kisvárosba, Tenero-Contrába, ahol filozófiai könyvei írásának szentelte idejét.
Eccles hívő római katolikus volt és sokat foglalkozott a tudat és az agy kettősségének problémájával, több filozófiai művet is publikált ebben a témában; elsősorban nem teológiai, hanem idegélettani szempontból.

## Díjai
John Ecclest az idegi ingerületátvitel területén elért eredményeiért 1963-ban (Andrew Huxleyvel és Alan Lloyd Hodgkinnal megosztva) orvostudományi Nobel-díjjal tüntették ki. Egyéb díjai és kitüntetései:
- 1927 Gotch Emlékdíj, Oxford.
- 1932 Rolleston-díj, Oxford.
- 1961 Baly-érem, Királyi Orvosi Kollégium
- 1962 Royal-érem, Royal Society
- 1962 Cook-érem, Royal Society of New South Wales.
- 1963 Cothenius-érem, Deutsche Akademie der Naturforscher Leopoldina.
- 1963 Az év ausztrálja
- 1987 Felkelő Nap érdemrend, Japán
- 1990 Ausztrália-rend
- 1991 Cortina-Ulisse Irodalmi Díj
- 1993 A prágai Károly Egyetem aranyérme

1958-ban lovagi címet kapott. 1941-ben tagja lett a Royal Society-nek, 1961-ben pedig a Pápai Tudományos Akadémiának.

## Családja
John Eccles 1928-ban házasodott össze Irene Francis Millerrel, akitől kilenc gyermeke (négy fia és öt lánya) született. 1966-ban mikor Eccles Amerikába költözött, felesége inkább Ausztráliában maradt, rokonaihoz közel és 1968-ban elváltak. Még abban az évben újból megnősült, neurofiziológus kollégáját Helena Táborikovát vette el, aki Svájcba is elkísérte. Eccles szívesen sportolt, főleg teniszezett és táncolt.
John Eccles egészsége 1994-től jelentősen megromlott és 1997. május 2-án, 94 éves korában a locarnói kórházban meghalt.